# Partido Republicano para la Democracia y la Renovación
El Partido Republicano Democrático y Social (PRDS) es una organización política mauritana cuyo nombre no oficial es Parti Républicain Démocratique et Renouvellement desde el golpe de Estado en Mauritania en 2005, y fue la formación política que sustentó el mandato de Maaouya Ould Sid'Ahmed Taya y que ha tratado de hacer un esfuerzo de modernización de corte liberal-occidental, llegando a criticar a su anterior líder.
En las elecciones legislativas en Mauritania, celebradas entre el 19 y el 26 de octubre de 2001, obtuvo la victoria electoral con un 56% de votos que le valieron 64 de los 81 escaños de la asamblea. Las elecciones fueron tachadas por la oposición como no democráticas pero su Presidente, Sidi Mohamed Ould Boubacar, fue elegido primer ministro. En las elecciones parlamentarias de 2006 obtuvo 7 escaños.
Durante el golpe de Estado de 2008, el partido apoyó el golpe y se unió a la Junta militar que depuso al Presidente Sidi Uld Cheij Abdallahi. 